# استانیسلاو ولچک
استانیسلاو ولچک (چکی: Stanislav Vlček؛ زادهٔ ۲۶ فوریهٔ ۱۹۷۶) بازیکن فوتبال اهل جمهوری چک بود.
از باشگاه‌هایی که در آن بازی کرده‌است می‌توان به باشگاه فوتبال بوهمیانس ۱۹۰۵، باشگاه فوتبال اسلاویا پراگ، باشگاه فوتبال اندرلشت، باشگاه فوتبال سیگما اولوموتس، و باشگاه فوتبال دینامو مسکو اشاره کرد.
وی همچنین در تیم‌های ملی فوتبال زیر ۲۱ سال جمهوری چک و جمهوری چک بازی کرده‌است.